# اولبردام (بازیکن فوتبال)
اولبردام (به پرتغالی: Olberdam) (به پرتغالی: Olberdam de Oliveira Serra) هافبک اهل برزیل است که در شهر ژواو پسوا، پارائیبا و در تاریخ ۶ فوریهٔ ۱۹۸۵ به دنیا آمده‌است.
اولبردام در تیم‌های فوتبال Corinthians-AL سابقهٔ حضور دارد.